# Tricyphona orophila
Tricyphona orophila är en tvåvingeart. Tricyphona orophila ingår i släktet Tricyphona och familjen hårögonharkrankar.

## Underarter
Arten delas in i följande underarter:
- T. o. orophila
- T. o. trichophora